# Centaurea infestans
Centaurea infestans là một loài thực vật có hoa trong họ Cúc. Loài này được Durieu mô tả khoa học đầu tiên năm 1847.